# Era do Vapor

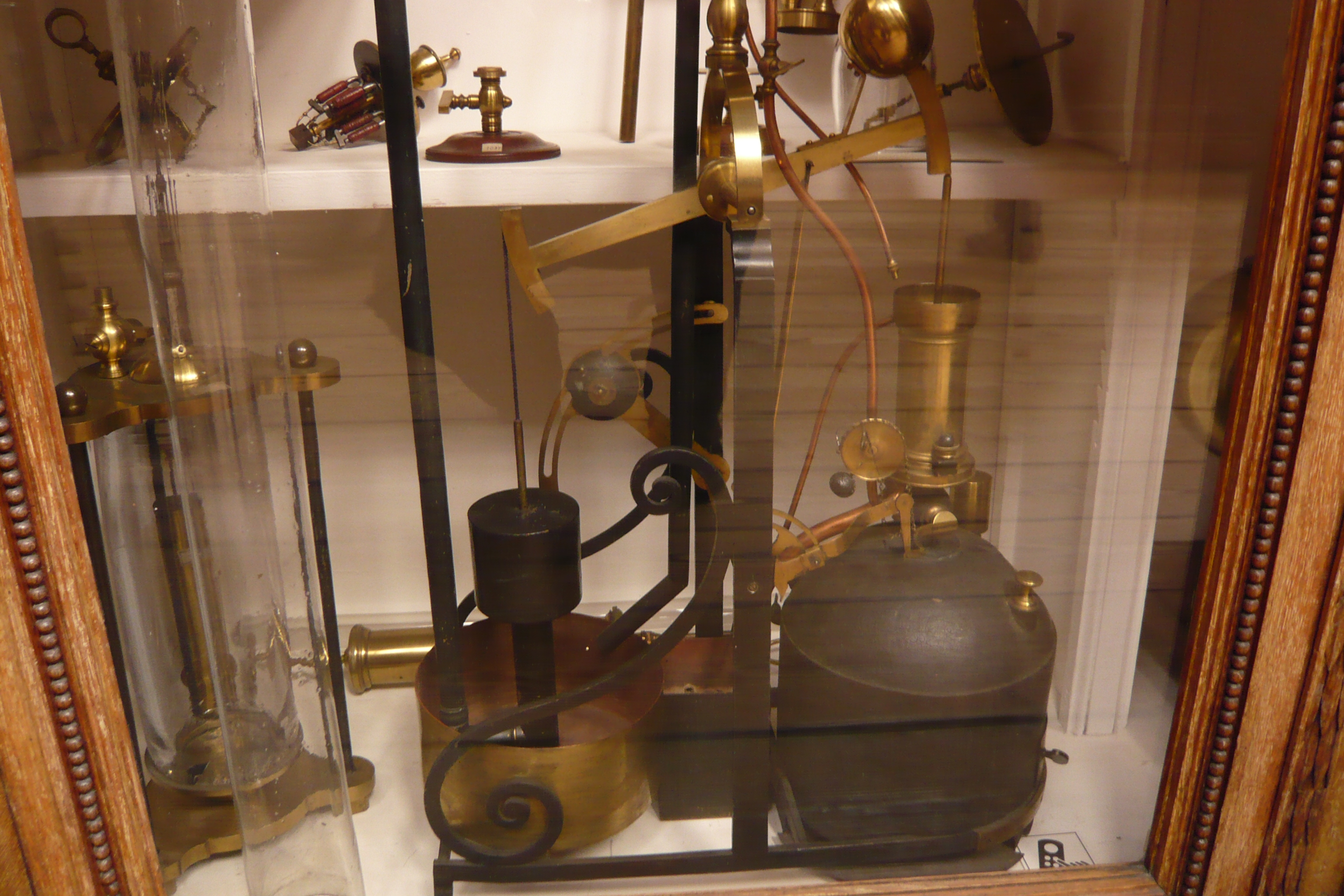
Modelo da máquina a vapor de Thomas Newcomen (1702)

A máquina a vapor, desenvolvida no final do século XVIII a partir dos experimentos de Thomas Newcomen e posteriormente aperfeiçoada por James Watt, tornou-se o principal motor da Revolução Industrial. Sua capacidade de converter energia térmica em trabalho mecânico permitiu a automação de processos produtivos, anteriormente dependentes da força humana ou animal. Essa tecnologia foi fundamental para o surgimento de fábricas em larga escala, caracterizadas pela produção em massa e pela divisão do trabalho.

## Aplicações Industriais
Na indústria, a máquina a vapor transformou os métodos de produção. No setor têxtil, possibilitou a criação de fábricas mecanizadas, como a fábrica Todos os Santos, construída entre 1845 e 1847 na vila de Valença, Bahia, que foi a maior do Brasil até a década de 1870. Na mineração, bombas a vapor viabilizaram a extração de minérios em maiores profundidades. A siderurgia expandiu-se devido ao fornecimento estável de energia, favorecendo a produção de máquinas e infraestrutura. O transporte de mercadorias e matérias-primas tornou-se mais eficiente, reduzindo custos e ampliando mercados.

## Impacto no Brasil

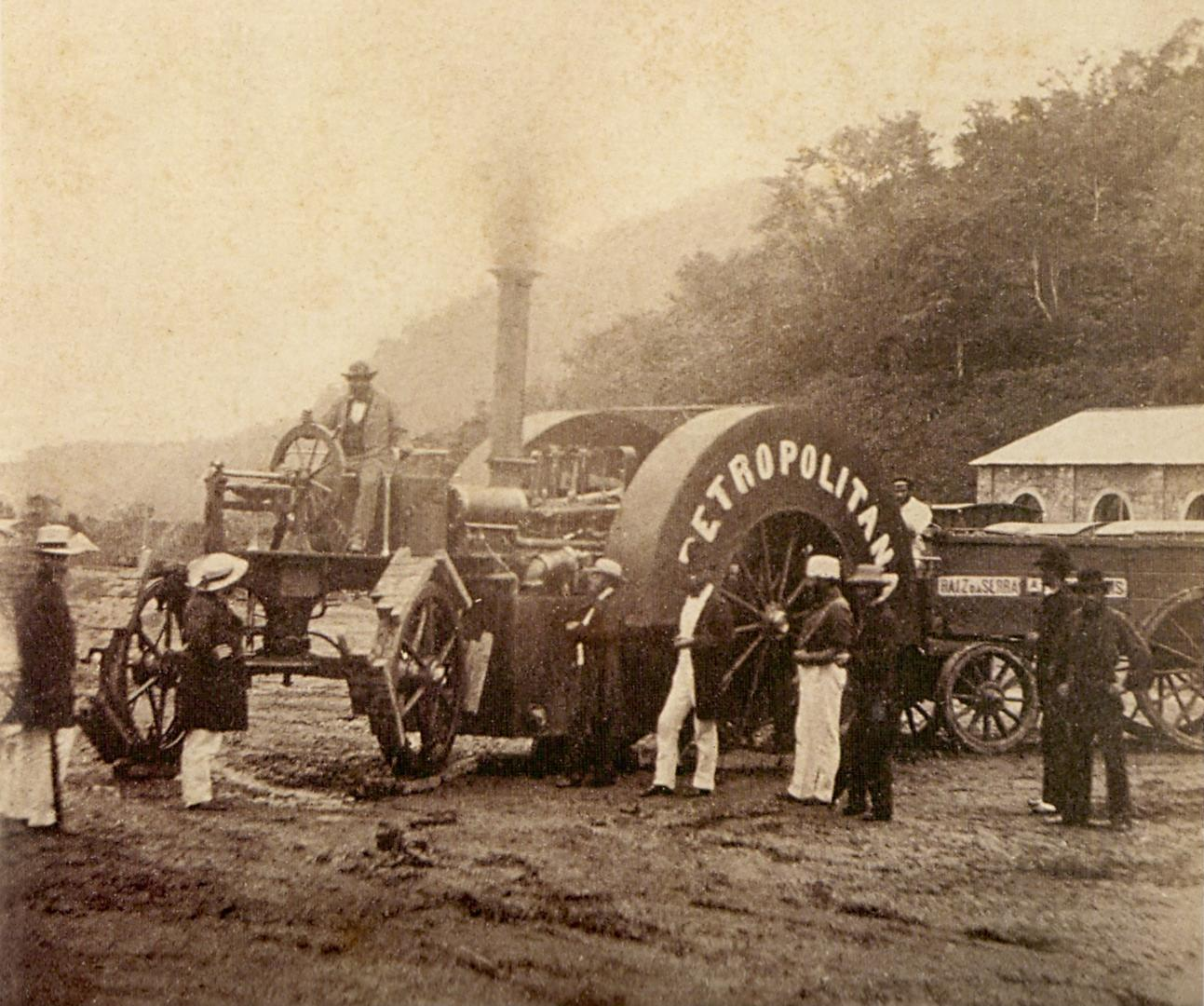
Locomotiva Mauá 1856

No Brasil, a tecnologia a vapor foi adotada em ritmos distintos em relação à Europa. As primeiras experiências com navegação a vapor ocorreram na primeira metade do século XIX, especialmente no Rio São Francisco e em rotas costeiras. A introdução das ferrovias iniciou-se com a inauguração da Estrada de Ferro Mauá em 1854, permitindo maior eficiência no escoamento da produção agrícola, principalmente o café.
Cidades como Santo André, Campinas, Ribeirão Preto e Taubaté foram beneficiadas pelo avanço ferroviário, que facilitou o transporte de produtos agrícolas e a chegada de insumos, favorecendo o desenvolvimento econômico e a industrialização regional.
Em Minas Gerais, Varginha foi impulsionada pela chegada da ferrovia em 1882, o que transformou sua paisagem urbana e dinâmica comercial. No Rio de Janeiro, Paracambi destacou-se pela presença da Estrada de Ferro Dom Pedro II, que ajudou a atrair indústrias têxteis. Já no Espírito Santo, Cachoeiro de Itapemirim ganhou importância com a ferrovia inaugurada em 1886, dinamizando o comércio local. No Nordeste, Penedo, em Alagoas, tornou-se um polo comercial com o uso de vapores no Rio São Francisco, e Recife modernizou-se com suas “maxambombas”, locomotivas que ampliaram o transporte urbano. Maricá, também no estado do Rio de Janeiro, foi outro exemplo de cidade impulsionada pela ferrovia, desenvolvendo-se economicamente a partir da agricultura.

## A Revolução do Vapor na Bahia

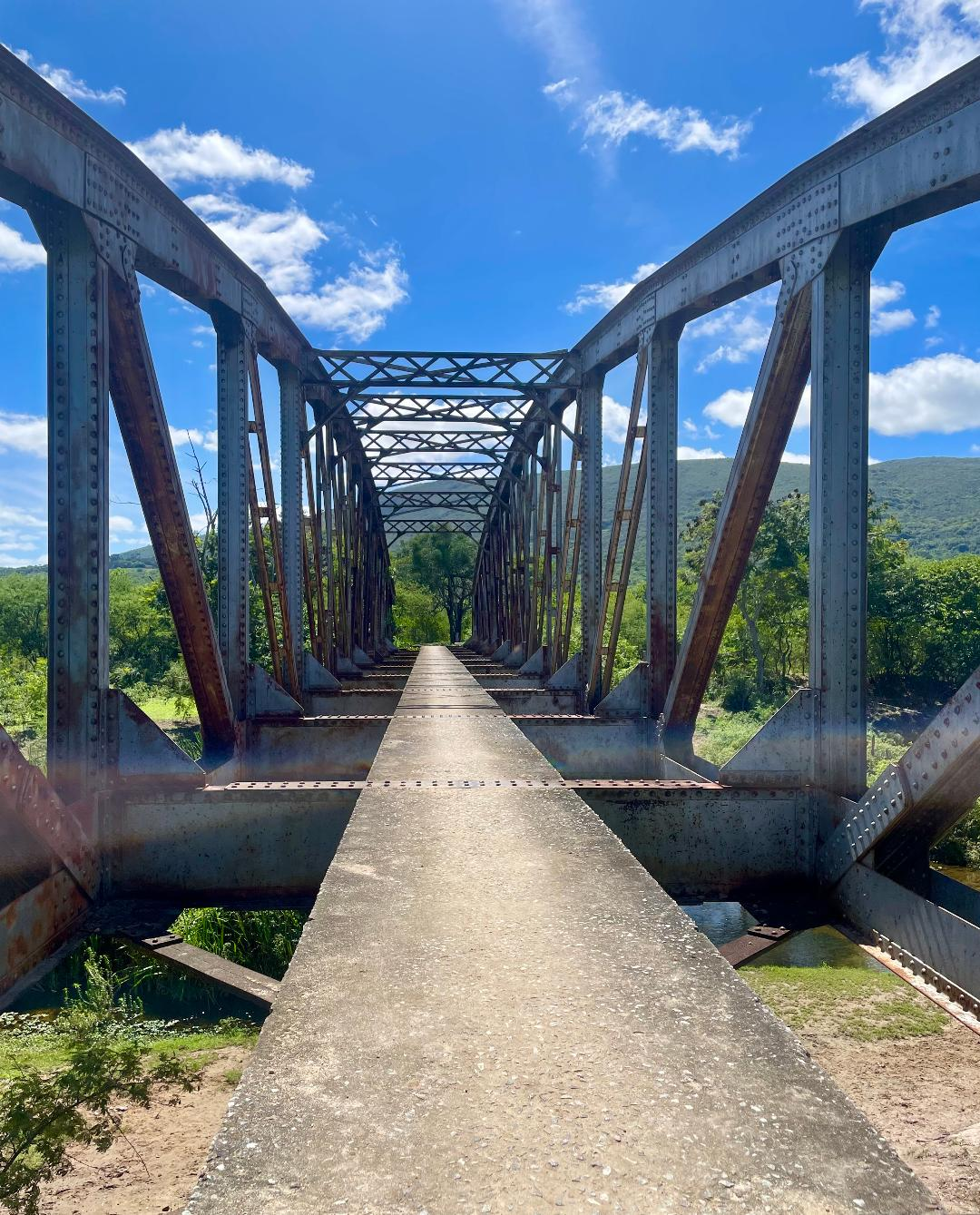
Pontilhão do França - Viação Férrea Federal Leste Brasileiro, Piritiba - Bahia

A chegada da Viação Férrea Federal Leste Brasileiro a Jacobina, no início do século XX, representou um divisor de águas no processo de modernização da cidade. O transporte ferroviário a vapor dinamizou o comércio, acelerou a circulação de pessoas e mercadorias e inseriu Jacobina em uma rede de conexões regionais e nacionais. A ferrovia tornou-se símbolo de progresso e alterou o cotidiano dos habitantes, transformando também a configuração urbana do município. Em 1935, a Viação Férrea Federal Leste Brasileiro operava com 138 locomotivas a vapor, 197 carros de passageiros e 1.252 vagões de carga, refletindo a importância econômica desse sistema de transporte na região.

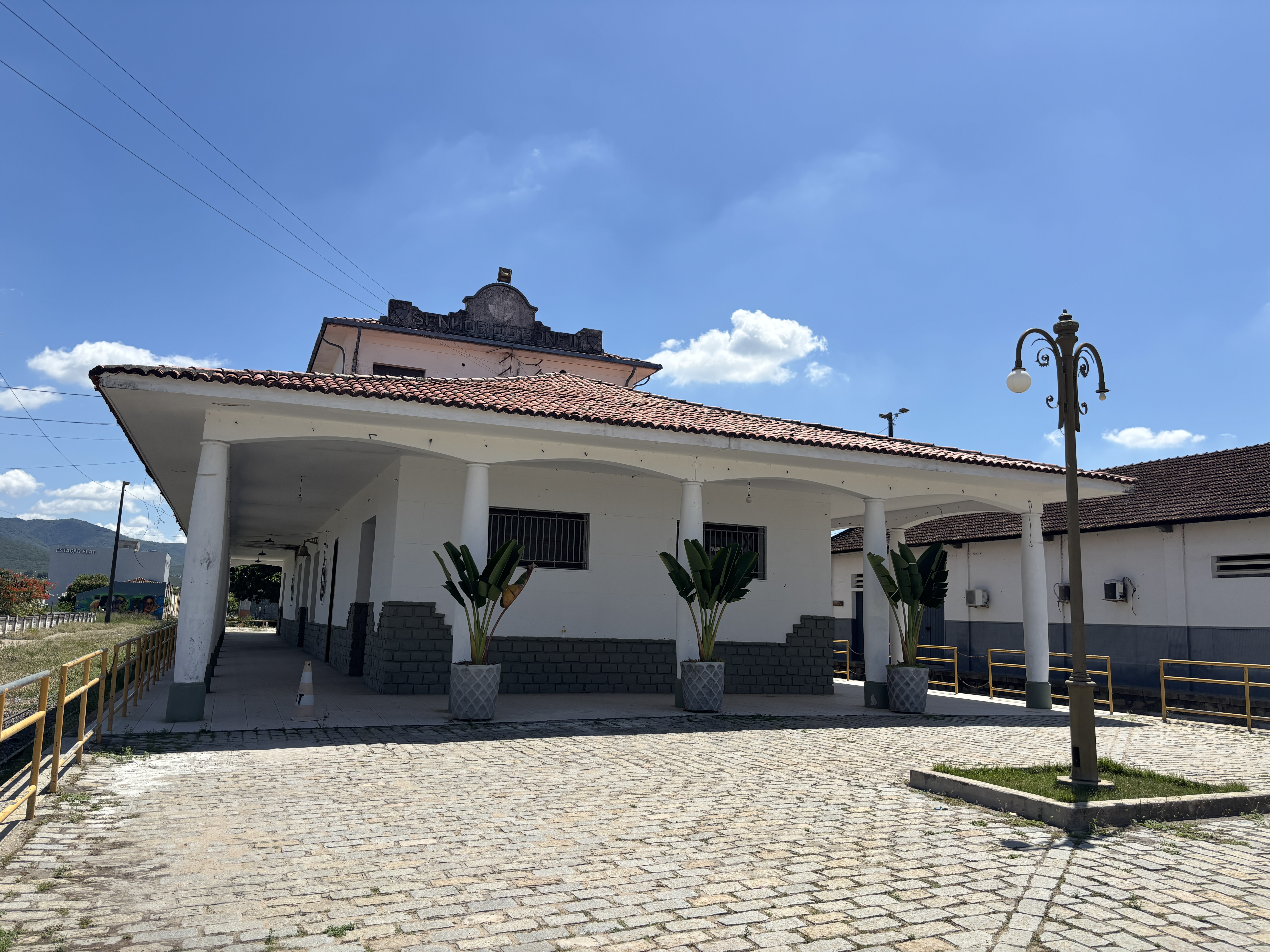
Estação de Senhor do Bonfim

A construção da linha da Grota, ramificação da Estrada de Ferro Leste Brasileiro, teve como objetivo integrar o interior baiano ao litoral, beneficiando cidades como Jacobina, Piritiba, Feira de Santana, Senhor do Bonfim e entre outros. Apesar de sua contribuição para o desenvolvimento urbano e comercial, esse processo revelou um padrão de modernização conservadora. As estruturas sociais tradicionais permaneceram, mesmo com a introdução de novas tecnologias. Por volta de 1950, a malha ferroviária baiana alcançava cerca de 2.600 quilômetros em tráfego, conectando áreas do Recôncavo baiano ao sertão e fortalecendo o transporte de produtos agropecuários e minerais.
Antes da expansão ferroviária, a modernização dos transportes na Bahia foi impulsionada pela Companhia de Navegação Baiana, fundada no século XIX. Inicialmente concentrada nas zonas costeiras e rios navegáveis, essa inovação abriu caminhos para o avanço de outras formas de transporte a vapor, como as ferrovias.

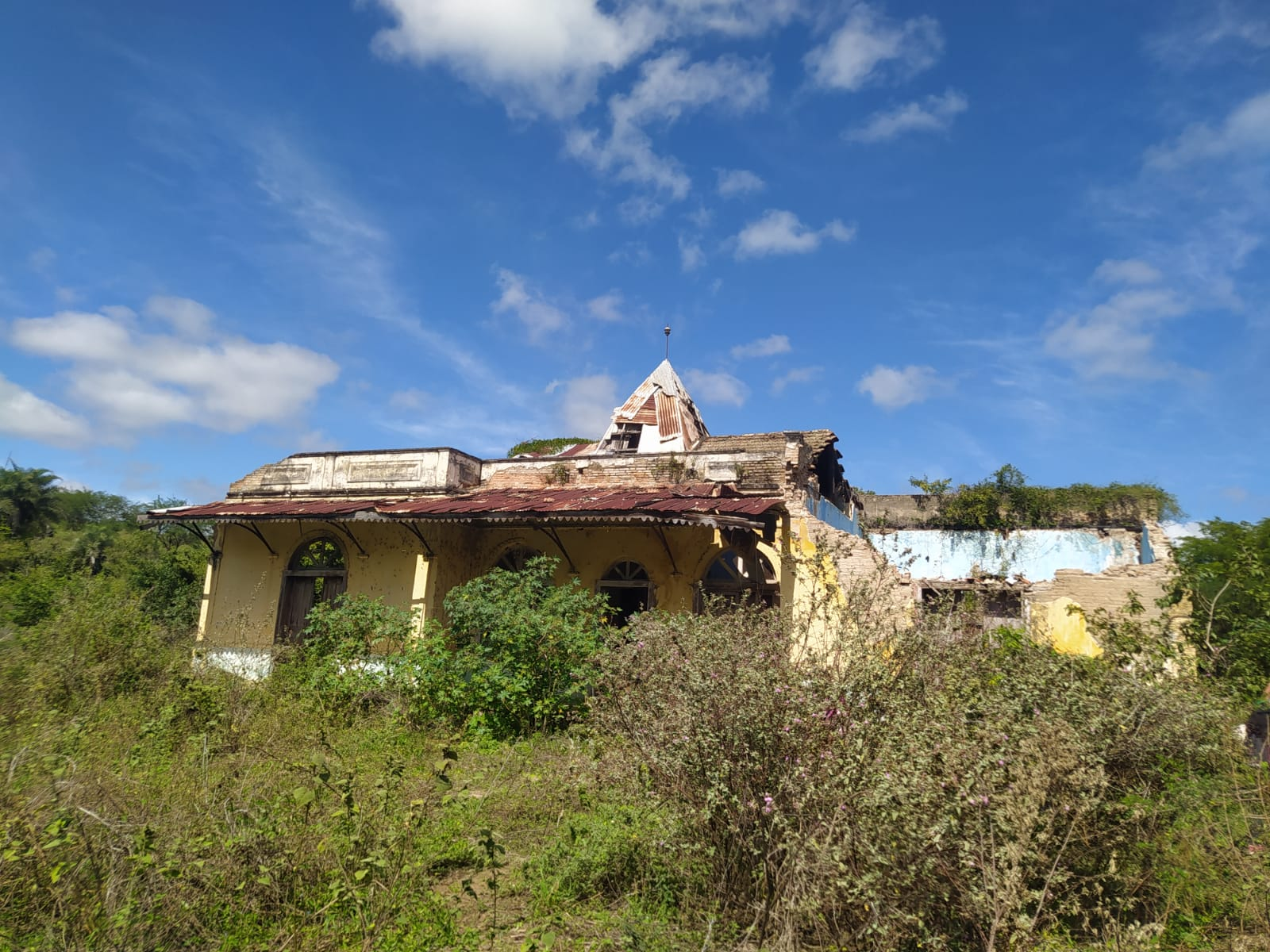
Ruínas da Estação do França - Piritiba/BA

As ferrovias brasileiras, ainda que limitadas em extensão e eficiência em comparação aos padrões europeus, desempenharam papel crucial na formação de mercados internos, na ocupação territorial e no fortalecimento de centros urbanos.

## Mudanças sociais e urbana
A tecnologia a vapor não se limitou apenas às fábricas; ela também trouxe mudanças importantes na sociedade e nas cidades. Com o uso dessa tecnologia, muitas pessoas começaram a deixar o campo e migrar para as cidades, acelerando o crescimento urbano. Novos bairros e áreas urbanas foram criados, enquanto outros centros existentes foram ampliados e remodelados para atender às demandas da indústria e dos trabalhadores.
Por outro lado, esse crescimento rápido trouxe alguns problemas, como o crescimento desorganizado das cidades, a má qualidade das moradias e a sobrecarga dos serviços públicos. No século XIX, as cidades industriais se tornaram lugares de contrastes: de um lado, uma elite que ficou rica com os avanços tecnológicos; do outro, uma grande quantidade de trabalhadores vivendo em condições difíceis, muitas vezes insalubres, tanto no trabalho quanto na moradia.
A máquina a vapor marcou o começo de uma nova fase na história da humanidade. Ela foi fundamental para mudar a forma como trabalhamos e nos deslocamos, ajudando no crescimento econômico, na transformação das cidades e na criação de novas relações sociais. Mesmo trazendo avanços, ela também mostrou algumas contradições, principalmente relacionadas às desigualdades sociais e regionais. No Brasil, os efeitos foram mais lentos e aconteceram de maneira mais localizada, mas a tecnologia a vapor teve um papel importante na integração do território e na modernização da economia. Por isso, a revolução do vapor é considerada um dos pilares que ajudaram a construir a sociedade moderna que conhecemos hoje.